# Anton Altmann der Ältere
Anton Altmann der Ältere (geboren 1777 in Datschitz in Mähren (Dačice; heute in der Tschechischen Republik); gestorben 26. Februar 1818 in Wien) war ein österreichischer Kupferstecher und Landschaftsmaler.

## Leben
Anton Altmann wuchs in einer Malerfamilie auf, die von Tirol nach Mähren gezogen war. Sein Vater war Joseph Altmann, der Heiligen- und historische Bilder für Kirchen und Klöster schuf. Sein Bruder war der Maler Joseph Altmann (1795–1867).

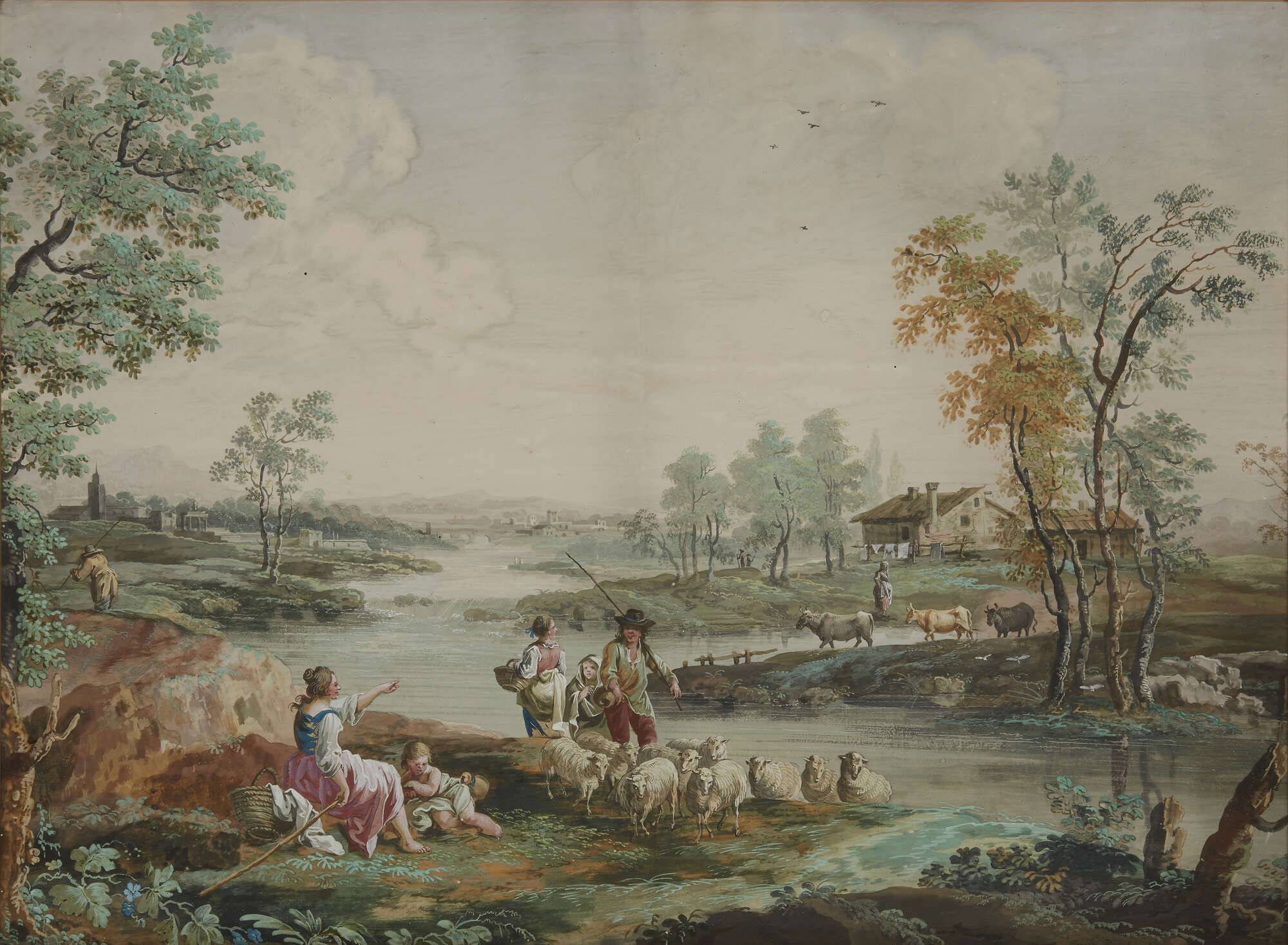
1791 datierte, beinahe arkadische Flusslandschaft mit Figuren und Tieren;
Körperfarbe auf Papier, Privatsammlung, Vereinigtes Königreich, zwei zusammengehörige Blätter

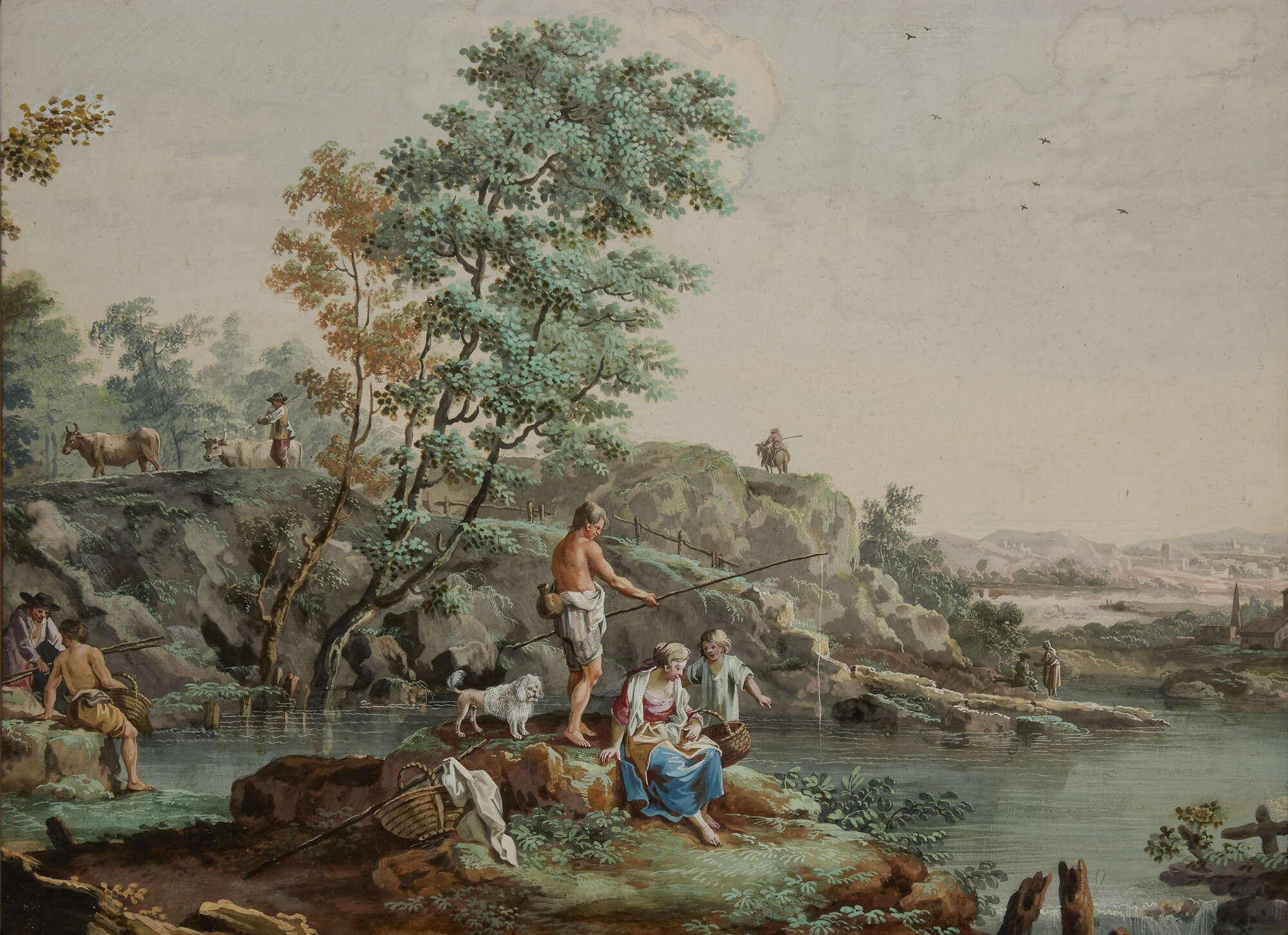
Ideallandschaft

Altmann studierte 1792 an der Wiener Akademie.
Zeitweiliger Wirkungsort war das Haus „Zum goldenen Hobel“ in der Seidengasse 5 in Wien 7.
Von Altmanns Landschaften – er malte seltener in Öl als vielmehr in Leimfarben vor allem „für die Salons der Reichen“ – finden sich einige im Historischen Museum der Stadt Wien.
1808 wurde in Wien Altmanns Sohn Anton Altmann der Jüngere geboren.